# Hans-Dieter Scharf
Hans-Dieter Scharf (* 18. Juli 1930 in Leipzig; † 27. Februar 1998 in Wolfenbüttel) war ein deutscher Chemiker. Er war Mitglied der Belter-Gruppe, einer Gruppe des Widerstands gegen die SED-Diktatur.

## Leben und Werk
Hans-Dieter Scharf studierte Chemie an der Universität Leipzig und wurde ein Mitglied der Jugendopposition Belter-Gruppe in Leipzig. Am 6. Oktober 1950 wurde er verhaftet und am 20. Januar 1951 von einem Sowjetischen Militärtribunal (SMT) zu zehn Jahren Zwangsarbeit verurteilt. Es folgte die Deportation in das Arbeitslager Workuta nördlich des Polarkreises. Am 28. Dezember 1953 wurde er in die DDR entlassen und flüchtete im Januar 1954 nach West-Berlin.
Er setzte das Chemiestudium an der Rheinischen Friedrich-Wilhelms-Universität Bonn fort. Im Jahr 1960 wurde er mit einer Arbeit über die Ipatiev-Reaktion promoviert. Sein Doktorvater war Friedhelm Korte. Nach der Promotion arbeitete er zunächst in der industriellen Forschung.
Er setzte 1966 seine Forschungen an der Universität Bonn fort und habilitierte sich dort 1968. Es folgte eine Anstellung als Professor für Physikalisch-Organische Chemie an der Technischen Hochschule Aachen. Er lehnte mehrere Rufe anderer Universitäten ab und wurde 1972 zum o. Professor und Direktor des Instituts für Organische Chemie ernannt. Die Schwerpunkte der Forschung waren Photochemie und die chirale Induktion bei photochemischen Reaktionen, etwa der Paternò-Büchi-Reaktion. Scharf gilt als Entwickler des Isoinversionsprinzips.
Seit dem 16. April 1993 war er korrespondierendes Mitglied der Sächsischen Akademie der Wissenschaften.
Am 23. Mai 1994 wurde Hans-Dieter Scharf von der Hauptmilitärstaatsanwaltschaft der Russischen Föderation als Opfer politischer Repressionen rehabilitiert.

## Veröffentlichungen
- mit Hans Leismann, Hans-Wolfgang Gaidetzka: Bimolekulare Photoreaktionen in Lösung. Band 1. Westdeutscher Verlag, 1978.
- mit Helmut Buschmann: Stereochemie in der Organischen Synthese. Reaktionen, Modelle, Konzepte. 2 Bände. Libri Books on Demand GmbH, Norderstedt 2000, ISBN 978-3-89811-518-6.
- Von Leipzig nach Workuta und zurück. Ein Schicksalsbericht aus den frühen Jahren des ersten deutschen Arbeiter- und Bauernstaates 1950–1954 (= Lebenszeugnisse – Leidenswege. Heft 2). Bearbeitet und eingeleitet von Klaus-Dieter Müller. Stiftung Sächsische Gedenkstätten zur Erinnerung an die Opfer Politischer Gewaltherrschaft, Dresden 1996, ISBN 3-9805527-1-3.